# 화각 (사진술)

사진술에서 화각(angle of view, field of view, FOV)은 렌즈를 통해서 사진기가 이미지를 담을 수 있는 각을 말한다.

## 계산
공간 왜곡이 없는 직선 렌즈(rectilinear lens)를 사용한다고 가정할 때 화각({\displaystyle A})은 다음과 같이 계산할 수 있다.
{\displaystyle A=2\theta =2\tan ^{-1}\left({\frac {K}{2f}}\right)}
여기에서 {\displaystyle f}는 초점거리, {\displaystyle K}는 촬상면(필름 또는 센서)의 길이이다. 위와 같은 공식을 통해 초점거리 즉 {\displaystyle f}와 촬상면의 길이({\displaystyle K})에 따라서 변화되는 화각을 산출하게 된다.
이 때, 촬상면의 길이는 가로 길이, 세로 길이, 대각선 길이 등이 존재하기 때문에, 화각 또한 가로 방향 화각, 세로 방향 화각, 대각선 방향 화각을 별도로 계산할 수 있다. 촬상면의 종횡비는 정해져 있는 것이 아니고 정방형 또는 4:3, 3:2 등 여러 가지 형태가 존재하므로 가로 길이나 세로 길이는 공평하게 화각을 비교하는 용도로 사용하기에는 곤란한 점이 있다. 그래서 대각선 길이로 계산한 대각선 화각을 가장 많이 사용하며, 보통 그냥 화각이라고 할 때에는 특별한 언급이 없는 이상 대각선 화각을 지칭한다.

## 화각에 따른 렌즈 분류
35mm 필름 기준으로 화각에 따라서 렌즈를 광각, 표준, 망원으로 분류할 수 있고, 또다시 아래처럼 초광각, 광각, 표준, 망원, 초망원으로 세분해서 구분할 수도 있다.
| 화각 (FOV) | 렌즈 분류               | 렌즈 초점거리 (35mm) |
| ---------- | ----------------------- | -------------------- |
| (114°–94°) | 초광각 Super Wide Angle | 14 mm–20 mm          |
| (84°–63°)  | 광각 Wide Angle         | 24 mm–35 mm          |
| (47°)      | 표준 Normal Lens        | 50 mm                |
| (28°–8°)   | 망원 Telephoto          | 85 mm–300 mm         |
| (6°–3°)    | 초망원 Super Telephoto  | 400 mm–1000 mm       |

화각에 따라 구분하는 이유는 렌즈마다 가지는 다른 시야각에 따른 렌즈의 용도를 미리 구분하기 위함이다.
- 광각렌즈는 초점거리가 짧으며 화각이 넓다. 그래서 넓은 범위를 촬영할 수 있지만, 피사체의 크기가 작아지고 원근감의 과장이 발생한다.

한 장의 사진에 넓은 풍경을 넣을 수 있다. 예를 들어서 거리의 풍경을 보고 광각렌즈로 특정 인물을 촬영하면, 육안으로 보는 것보다 사람이 훨씬 작게 보인다. 그러나 그 인물 주위의 모든 사물과 건물 등의 전체 풍경을 한 장의 사진에 담을 수 있다.
초광각렌즈의 경우는 화각이 더 넓기 때문에 더 넓은 범위의 풍경을 다 찍을 수 있다.
이러한 렌즈 화각은 풍경사진을 찍는 데 도움이 된다
- 표준 렌즈는 사람의 눈으로 보는 것과 가장 비슷한 크기로 보이게 하는 화각을 지칭한다.

표준 렌즈를 사용할 때 피사체는 사람의 눈으로 보이는 정도의 적당한 크기로 촬영이 되고, 또 사람이 한 곳을 응시할 때의 가장 자연스런 화각이 될 수 있다.
- 망원렌즈는 초점거리가 길며 화각이 좁다. 멀리 있는 피사체를 클로즈업하여 확대 촬영할 수 있는 반면, 화각이 좁기에 아주 좁은 범위만 촬영할 수 있다.

망원렌즈를 이용해 피사체를 확대해서 촬영하면 피사체의 세부적인 디테일까지 확실하게 사진에 표현할 수 있지만, 그 피사체의 위치나 배경들은 매우 제한적으로 표현이 된다. 화각이 좁기 때문이다.
각 초점거리에 따른 화각은 아래 도표를 참고할 수 있다.
| 초점거리(Focal Length, 단위: mm) | 13  | 15  | 18  | 21   | 24   | 28   | 35   | 43.3 | 50   | 70   | 85   | 105  | 135  | 180  | 200  | 300  | 400  | 500  | 600  | 800  | 1200 |
| 화각 FOV (°)                     | 118 | 111 | 100 | 91.7 | 84.1 | 75.4 | 63.4 | 53.1 | 46.8 | 34.4 | 28.6 | 23.3 | 18.2 | 13.7 | 12.4 | 8.25 | 6.19 | 4.96 | 4.13 | 3.10 | 2.07 |

## 환산 초점거리 (환산 화각)
대부분의 중 보급형 DSLR의 경우 센서가 고가의 부품이라는 가격적인 요소로 인하여 35mm 필름 사진기의 면적보다 작은 크기의 센서를 주로 쓰게 되는데 이 경우 촬상면의 대각선 K 값이 더 작아지게 된다
그리하여 APS나 포서즈 시스템 같은 경우 같은 초점 거리인데도 불구하고 화각이 풀프레임 DSLR에 비해서 더 적은 수치가 나오게 된다.
이러한 이유로 같은 초점거리에서도 서로 다른 화각을 가지게 되기 때문에 APS나 포서즈의 렌즈를 설명할 때 각각의 초점거리에 해당되는 화각을 쉽게 알게끔 환산 초점거리(equivalent focal length)를 쓰게 된다
환산 초점거리란, 현재 사용하고 있는 사진기와 렌즈가 찍을 수 있는 화각과 똑같은 화각을 135 필름을 사용하는 사진기에서 구현하려면 135 필름 사진기에 몇 mm 초점거리를 가진 렌즈를 사용해야 하는가를 의미한다. 화각과 관련이 깊은 용어이기 때문에 환산 화각이란 표현이 일반적으로 흔히 사용되고 있다. 환산 초점거리(환산 화각)는 보통 mm 단위로 말한다.
예를 들면 포서즈 14mm 렌즈의 환산 초점거리는 28mm이며, 이것의 의미는 포서즈 14mm 렌즈에서 보여주는 화각이 135 포맷 사진기 28mm 렌즈에서 보여주는 화각과 같다는 것이다.
아래 도표는 APS 시스템과 포서즈 시스템에서 변화되는 환산 초점거리를 보여주고 있다.
| 화각(FOV)                         | 35 mm Full Frame | APS DSLR (1.6X)  | Four Thirds (2 X) | 1/2.3인치 컴팩트 디카 |
| --------------------------------- | ---------------- | ---------------- | ----------------- | --------------------- |
| 초광각(114°–94°) Super Wide Angle | 14 mm–20 mm      | 8.7 mm–12.5 mm   | 7 mm-10 mm        | 2.5 mm-3.6 mm         |
| 광각(84°–63°) Wide Angle          | 24 mm–35 mm      | 15 mm–21.8 mm    | 14 mm-17.5 mm     | 4.3 mm-6.5 mm         |
| 표준(47°) Normal Lens             | 50 mm            | 31 mm            | 25 mm             | 9 mm                  |
| 망원(28°–8°) Telephoto            | 85 mm–300 mm     | 53.1 mm–187.5 mm | 42.5 mm-150 mm    | 15.2 mm-53.6 mm       |
| 초망원(6°–3°) Super Telephoto     | 400 mm–1000 mm   | 250 mm–625 mm    | 200 mm-500 mm     | 71.6 mm-179 mm        |

환산 초점거리가 필요하고 많이 쓰이는 이유는, 실제 초점거리만으로 쉽게 알 수 없는 화각의 변화를 직접적으로 표현하여서 앞에 언급된 화각의 변화를 알아보기 편하기 때문이다.
또한 이러한 초점거리의 변환 비율을 크롭 팩터(crop factor)라고 한다. 크롭 팩터는 최종 결과물 즉, 사진 또는 모니터를 통해서 볼 때 나타날 거리감이나 광각 망원의 정도를 알 수 있게 해주고, 기존 135 포맷 필름과 비교되는 비율을 알 수 있도록 해준다. 예를 들면 동일 조건 즉, 같은 조리개, 같은 초점길이의 렌즈로 같은 거리에 위치한 피사체를 촬영했을 경우, 변화되는 피사계 심도(depth of field, DOF)나 혹은 배경압축 효과 등도 기존의 135 포맷 대비로 미리 짐작해 볼 수 있다.

그러므로 중형 사진기로부터 소형 컴팩트 디지털 사진기에 이르기까지, 모든 디지털 사진기의 센서 크기에 크롭 팩터(crop factor)를 적용하여 렌즈의 환산 초점거리를 알 수 있다 
다양한 센서 크기에 따라서 변화하는 화각 즉 환산 초점거리의 변화는 모든 사진기에 적용될 수 있으며 컴팩트 디카, 중형 포맷, 그리고 대형 포맷도 예외가 아니다.
예를 들면 컴팩트 디지털 사진기의 실제 초점거리에 해당하는 화각은 크롭 팩터를 통해서 간단하게 환산 초점거리로 변환하여 쉽게 알 수 있다.

### 크롭 팩터와 환산 초점거리 계산 방법
환산 초점거리(환산 화각)를 구하는 공식은 아래와 같다
실제 초점거리 × 해당제품의 크롭 팩터(Crop Factor) = 환산 초점거리
디지털 컴팩트 사진기의 경우 가장 많이 쓰이는 1/2.3인치 센서의 경우를 들자면, Canon IXUS 210 사진기의 경우 렌즈의 실제 초점거리가 f = 4.3mm ~ 21.5mm이며, 센서의 대각선 길이가 7.7mm이다. 대각선 길이가 43.27mm 에 해당하는 135 포맷 필름과 비교해 볼 때, 크롭 팩터는 약 5.62배에 해당 한다.
실제 초점거리에 해당 크롭 팩터를 곱하게 되면 환산 초점거리가 산출되는데 이는 135 포맷에서의 약 24mm ~ 120mm에 해당된다.
위와 같은 간단한 계산으로 Canon IXUS 210 제품의 환산 초점거리(환산 화각)가 24mm ~ 120mm 이라고 표시하며 이에 해당하는 제품 정보를 볼 수 있다.
현재 나오는 렌즈 일체형 디지털 사진기는 제품 스펙이나 상품의 정보에서 135 필름 사진기 기준 환산 초점거리를 표시하는 것이 일반적이다.

## 같이 보기
- 카메라 각도
- 촬영기사
- 시야
- 영화 제작
- 이미지 센서 포맷
- 크롭 팩터
- 울트라와이드